# Ethylenglycolmonoisopropylether
Ethylenglycolmonoisopropylether ist ein Monoether des Ethylenglycols und gehört zur Stoffgruppe der Glycolether.

## Darstellung und Gewinnung
Ethylenglycolmonoisopropylether kann durch Addition von 2-Propanol an Ethylenoxid in Gegenwart von Bortrifluorid bei 80 °C hergestellt werden. Alternativ kann eine Veretherung von Ethylenglycol mit 2-Brompropan erfolgen.

## Eigenschaften

### Physikalische Eigenschaften

Dampfdruckfunktion

Ethylenglycolmonoisopropylether ist eine farblose Flüssigkeit mit einem etherartigen Geruch. Unter Normaldruck siedet die Verbindung bei 142 °C. Die Verdampfungsenthalpie beträgt am Siedepunkt 40,42 kJ·mol−1, unter Standardbedingungen 50,14 kJ·mol−1. Die Dampfdruckfunktion ergibt sich nach Antoine entsprechend log10(P) = A−(B/(T+C)) (P in bar, T in K) mit A = 4,70544, B = 1692,265 und C = −54,696 im Temperaturbereich von 338,8 K bis 413,8 K. Die Wärmekapazität beträgt bei 25 °C 238,8 J·mol−1·K−1. Mit Wasser ist die Verbindung in jedem Verhältnis mischbar.

### Chemische Eigenschaften
Die Verbindung reagiert heftig mit starken Oxidationsmitteln. Inkompatible Stoffkombinationen sind mit starken Basen und Säuren, aliphatischen Aminen und Isocyanaten möglich. Die Umsetzung mit Natriumcyanat ergibt das entsprechende primäre Carbamat.

### Sicherheitstechnische Kenngrößen
Ethylenglycolmonoisopropylether bildet mit Luft leicht entzündbare Gemische. Der Flammpunkt beträgt 43 °C. Der Explosionsbereich liegt zwischen 1,4 Vol.‑% (61 g/m3) als untere Explosionsgrenze (UEG) und 13 Vol.‑% (565 g/m3) als obere Explosionsgrenze (OEG). Die Zündtemperatur beträgt 240 °C. Der Stoff fällt somit in die Temperaturklasse T3.

## Verwendung
Ethylenglycolmonoisopropylether ist ein vielseitiges Lösungsmittel, wie für wenig polare Harze und Polymere in Farben und Lacken. Die Verbindung ist auch in der Tinte für Tintenstrahldrucker enthalten. Es wurde industriell durch andere ähnliche Lösemittel ersetzt.

## Sicherheitshinweise
Ethylenglycolmonoisopropylether wirkt akut und chronisch gesundheitsschädlich beim Einatmen oder Resorption über die Haut. Es kann auch die Fortpflanzungsfähigkeit und das Kind im Mutterleib schädigen.